# NGC 6911
NGC 6911 é uma galáxia espiral barrada (SBb) localizada na direcção da constelação de Draco. Possui uma declinação de +66° 43' 44" e uma ascensão recta de 20 horas, 19 minutos e 38,3 segundos.
A galáxia NGC 6911 foi descoberta em 9 de Junho de 1885 por Lewis A. Swift.